# بيورن سيجموند
بيورن سيجموند (بالألمانية: Björn Siegemund)‏ هو لاعب كرة الريشة ألماني، ولد في 30 سبتمبر 1973 في برلين في ألمانيا.

## وصلات خارجية
- بيورن سيجموند على موقع BWF.tournamentsoftware.com (الإنجليزية)
- بيورن سيجموند على موقع BWFbadminton.com (الإنجليزية)
- بيورن سيجموند على موقع اللجنة الأولمبية الدولية (الإنجليزية)
- بيورن سيجموند على موقع أوليمبيديا (الإنجليزية)